# 新布里庫利亞
49°15′34″N 25°28′50″E / 49.25944°N 25.48056°E
新布里庫利亞（烏克蘭語：Нова Брикуля），是烏克蘭的村落，位於該國西部捷爾諾波爾州，由捷尔诺波尔区負責管轄，始建於1670年，面積1.83平方公里，海拔高度359米，2001年人口300，人口密度每平方公里163.7人。